# Europese kampioenschappen indooratletiek 2025 – 800 meter vrouwen
De 800 meter voor vrouwen op de Europese indoorkampioenschappen van 2025 vonden de series plaats op 7 maart en halve finale plaats op 8 maart en de finale op 9 maart 2025 en werd gehouden op de shorttrackbaan van Omnisport in Apeldoorn in Nederland. Het was de zesendertigste keer dat dit onderdeel op het programma stond.
De Poolse Anna Wielgosz won de 800 meter voor vrouwen in 2.02,09. Het zilver ging naar de Francaise Clara Liberman in 2.02,32 en het brons ging naar de Slovenische Anita Horvat in 2.02,52

## Records
Voorafgaand aan het toernooi waren dit het Wereldrecord, Europees record, Kampioenschapsrecord en de Wereld-, Europese leiding.
| Wereldrecord         | Jolanda Čeplak | 1.55,82 | Wenen | 3 maart 2002    |
| Europees record      | Jolanda Čeplak | 1.55,82 | Wenen | 3 maart 2002    |
| Kampioenschapsrecord | Jolanda Čeplak | 1.55,82 | Wenen | 3 maart 2002    |
| WL                   | Tsige Duguma   | 1.58,97 | Metz  | 8 februari 2025 |
| EL                   | Jemma Reekie   | 1.59,72 | Metz  | 8 februari 2025 |

## Resultaten[1]

### Series
De eerste twee van elke serie kwalificeerden zich direct voor de halve finales. Van de overgebleven atleten kwalificeerden de twee tijdsnelsten zich ook voor de halve finales.

#### Serie 1
| Rang | Atleet                   | Land                | Tijd    | Bijz. |
| ---- | ------------------------ | ------------------- | ------- | ----- |
| 1    | Eveliina Määttänen       | Finland             | 2.02,73 | Q     |
| 2    | Charlotte Dumas          | Frankrijk           | 2.02,96 | Q     |
| 3    | Erin Wallace             | Verenigd Koninkrijk | 2.03,38 |       |
| 4    | Majtie Kolberg           | Duitsland           | 2.03,38 |       |
| 5    | Lorea Ibarzabal          | Spanje              | 2.03,50 |       |
| 6    | Georgia-Maria Despollari | Griekenland         | 2.03,80 |       |

#### Serie 2
| Rang | Atleet              | Land                | Tijd    | Bijz. |
| ---- | ------------------- | ------------------- | ------- | ----- |
| 1    | Anita Horvat        | Slovenië            | 2.08,71 | Q     |
| 2    | Lore Hoffmann       | Zwitserland         | 2.08,75 | Q     |
| 3    | Grace Vans Agnew    | Verenigd Koninkrijk | 2.08,87 |       |
| 4    | Caroline Bredlinger | Oostenrijk          | 2.08,90 |       |
| 5    | Aleksandra Formella | Polen               | 2.09,60 |       |
| 6    | Bianka Bartha-Kéri  | Hongarije           | 2.09,71 |       |

#### Serie 3
| Rang | Atleet                 | Land        | Tijd    | Bijz. |
| ---- | ---------------------- | ----------- | ------- | ----- |
| 1    | Anna Wielgosz          | Polen       | 2.03,94 | Q     |
| 2    | Rachel Pellaud         | Zwitserland | 2.04,04 | Q     |
| 3    | Léna Kandissounon      | Frankrijk   | 2.04,86 |       |
| 4    | Gabriela Gajanová      | Slowakije   | 2.04,95 |       |
| 5    | Malin Ingeborg Nyfors  | Noorwegen   | 2.06,98 |       |
| 6    | Priscilla van Oorschot | Nederland   | 2.09,07 |       |

#### Serie 4
| Rang | Atleet           | Land        | Tijd    | Bijz.    |
| ---- | ---------------- | ----------- | ------- | -------- |
| 1    | Audrey Werro     | Zwitserland | 2.00,92 | Q, EU23R |
| 2    | Clara Liberman   | Frankrijk   | 2.01,00 | Q, PB    |
| 3    | Wilma Nielsen    | Zweden      | 2.02,68 | q        |
| 4    | Daniela García   | Spanje      | 2.02,75 | q        |
| —    | Annemarie Nissen | Denemarken  | DNF     |          |

#### Serie 5
| Rang | Atleet           | Land                | Tijd    | Bijz. |
| ---- | ---------------- | ------------------- | ------- | ----- |
| 1    | Angelika Sarna   | Polen               | 2.03,91 | Q     |
| 2    | Eloisa Coiro     | Italië              | 2.04,09 | Q     |
| 3    | Gabija Galvydytė | Litouwen            | 2.04,18 |       |
| 4    | Isabelle Boffey  | Verenigd Koninkrijk | 2.04,28 |       |
| 5    | Marta Mitjans    | Spanje              | 2.05,52 |       |
| 6    | Nina Vuković     | Kroatië             | 2.05,94 |       |

### Halve finales
De eerste drie van elke halve finale kwalificeerden zich direct voor de finale.

#### Halve finale 1
| Rang | Atleet             | Land        | Tijd    | Bijz. |
| ---- | ------------------ | ----------- | ------- | ----- |
| 1    | Audrey Werro       | Zwitserland | 2.01,76 | Q     |
| 2    | Clara Liberman     | Frankrijk   | 2.01,79 | Q     |
| 3    | Eloisa Coiro       | Italië      | 2.02,02 | Q     |
| 4    | Daniela García     | Spanje      | 2.02,16 | PB    |
| 5    | Angelika Sarna     | Polen       | 2.02,54 |       |
| 6    | Eveliina Määttänen | Finland     | 2.03,04 |       |

#### Halve finale 2
| Rang | Atleet          | Land        | Tijd    | Bijz. |
| ---- | --------------- | ----------- | ------- | ----- |
| 1    | Anna Wielgosz   | Polen       | 2.03,29 | Q     |
| 2    | Anita Horvat    | Slovenië    | 2.03,48 | Q     |
| 3    | Rachel Pellaud  | Zwitserland | 2.03,53 | Q     |
| 4    | Wilma Nielsen   | Zweden      | 2.03,55 |       |
| 5    | Lore Hoffmann   | Zwitserland | 2.03,82 |       |
| 6    | Charlotte Dumas | Frankrijk   | 2.05,84 |       |

### Finale
| Rang   | Atleet         | Land        | Tijd    | Bijz. |
| ------ | -------------- | ----------- | ------- | ----- |
| Goud   | Anna Wielgosz  | Polen       | 2.02,09 |       |
| Zilver | Clara Liberman | Frankrijk   | 2.02,32 |       |
| Brons  | Anita Horvat   | Slovenië    | 2.02,52 |       |
| 4      | Eloisa Coiro   | Italië      | 2.02,59 |       |
| 5      | Rachel Pellaud | Zwitserland | 2.03,87 |       |
| 6      | Audrey Werro   | Zwitserland | 2.27,37 |       |